# London Overground
London Overground (LO) és un servei ferroviari de rodalia a Londres, Watford i Three Rivers, al Regne Unit. London Overground és una marca de Transport for London (TfL) per als serveis de quatre línies de ferrocarril: Watford DC Line, North London Line, West London Line i Gospel Oak to Barking Line.
El nom s'utilitza des del 2007, quan TfL es va fer càrrec del ferrocarril de la franquícia Silverlink. A partir de l'any 2010 tindrà una cinquena línia, la East London Line, antiga línia del Metro de Londres (London Underground, en anglès) i actualment fora de servei per les obres d'acondicionament que s'hi fan per traspassar-la a la xarxa de London Overground i obres per connectar-la amb la North London Line.
London Overground forma part de la xarxa de National Rail, circula com una franquícia de ferrocarril operada per l'empresa London Overground Rail Operations Ltd (LOROL), però l'autoritat contractant és Transport for London (TfL). Les línies de LO continuen sent propietat de Network Rail a excepció del tram Dalston-New Cross de East London Railway que seguirà sent propietat de TfL.
LO es descriu com un sistema de rodalia, sobretot perquè comparteix vies amb serveis de mercaderies, tot i que hi ha la intenció d'introduir freqüències similars a les del metro.
| Gospel Oak to Barking Line | Operativa  | 1981   | 2007 | 12  |
| North London Line          | Operativa  | 1846   | 2007 | 23  |
| Watford DC Line            | Operativa  | s. XIX | 2007 | 19  |
| West London Line           | Operativa  | 1844   | 2007 | 6   |
| East London Line           | en Traspàs | 1869   | 2010 | 23¹ |
| South London Line          | Proposta   |        |      |     |
| 1. Estacions a l'any 2011  |            |        |      |     |

## Història
Els serveis ferroviaris de rodalia a Londres, com a la resta de la Gran Bretanya, s'executen mitjançant un sistema de franquícies de ferrocarril i estan manejats per empreses operadores de trens, gestionat per National Rail.
El 2003 es va iniciar un projecte pilot per crear una marca sota la qual operarien múltiples companyies a Londres. Utilitzant la marca Overground Network, Transport for London va desplegar informació, senyalització a les estacions i als mapes en rutes seleccionades al South London. Aquest va ser el primer cop que TfL feia visible la influència sobre els serveis de National Rail a Londres. Finalment la marca pilot Overground Network es va retirar.
El gener de 2004 el Department for Transport va anunciar una revisió de la indústria del ferrocarril al Regne Unit. Com a part d'aquesta revisió, Transport for London va presentar propostes per establir "London Regional Rail Authority", una autoritat ferroviària regional a Londres, que donaria a TfL poders de regulació sobre els serveis de ferrocarril a dins i a fora del Gran Londres.
Un resultat d'aquesta consulta va ser la transferència de part de la franquícia Silverlink a TfL. Aquest és l'únic acord fins a la data d'avui d'un acord per a l'establiment d'una autoritat ferroviària.
La franquícia Silverlink tenia inicialment dues àrees d'operació: Silverlink County (serveis regionals des de London Euston a Northampton, St Albans Abbey, Bletchley i Bedford); i Silverlink Metro (serveis majoritàriament a l'àrea urbana de Londres). Quan la franquícia fou dividida el 2007, els serveis "County" van ser transferits a la franquícia London Midland, i els serveis "Metro" es van deixar sota el control de TfL.

### Anuncis inicials
El 20 de febrer de 2006 Department for Transport va anunciar que TfL es faria càrrec de la gestió dels serveis prestats per Silverlink Metro.
Es va convidar a possibles contractistes a operar sota el nom provisional de North London Railway. El 5 de setembre de 2006 es va anunciar la marca London Overground, i es va confirmar que la línia East London s'hi inclouria.

### Llançament
L'11 de novembre de 2007 TfL es va fer càrrec de la franquícia per al funcionament de l'operació dels trens de North London Railway, rutes de l'antiga Silverlink Metro.
La cerimònia de llançament oficial va ser el 12 de novembre de 2007 a Hampstead Heath pel llavors alcalde de Londres Ken Livingstone.
El llançament va anar acompanyat per una campanya de màrqueting titulada "London's new train set" (en català, Londres de la nova composició), amb cartells i fullets amb la imatge d'un model de tren dels nous trens d'Overground.
En el llançament, TfL es va comprometre a reformar el servei mitjançant la millora de freqüències, la dotació de personal a totes les estacions, millora de les instal·lacions de les estacions, la introducció de nou material rodant i permetre la utilització de la targeta Oyster.
Totes les estacions van ser profundament netejades, i la marca Silverlink fou retirada. La senyalització va ser gradualment substituïda per London Overground.

### Operador
London Overground és operada per una empresa privada, London Overground Rail Operations Ltd (LOROL). Seguint un model similar al que s'utilitza a Docklands Light Railway, licitant a una empresa privada. A diferència de les franquícies de National Rail, TfL posa el preu de les tarifes, procura material rodant i decideix els nivells de servei.
L'empresa a la que es va licitar el servei van ser MTR Laing (empresa propietat de MTR Corporation i Laing Rail), Govia, National Express Group (antiga operadora de Silverlink), i NedRailways. El desembre de 2006, es va reduir a Govia i MTR Laing, que van ser seleccionats al presentar la millora oferta, i el 19 de juny del 2007 es va anunciar que MTR Laing era l'empresa definitivament seleccionada.
El contracte va ser signat el 2 de juliol del 2007. El contracte és per set anys, amb la possibilitat d'una pròrroga de dos anys. En preparació per al llançament de London Overground, MTR Laing va canviar de nom per esdevenir London Overground Rail Operations Ltd (LOROL).
El desembre del 2007, Henderson Group, l'empresa matriu de John Laing plc va anunciar la venda de la divisió de Laing Rail, que té la meitat de LOROL, Chiltern Railways i una participació en la Wrexham & Shropshire. L'abril de 2008, Laing Rail va ser comprada per un operador alemany Deutsche Bahn, que ara té una participació del 50% de LOROL.

## Sistema actual

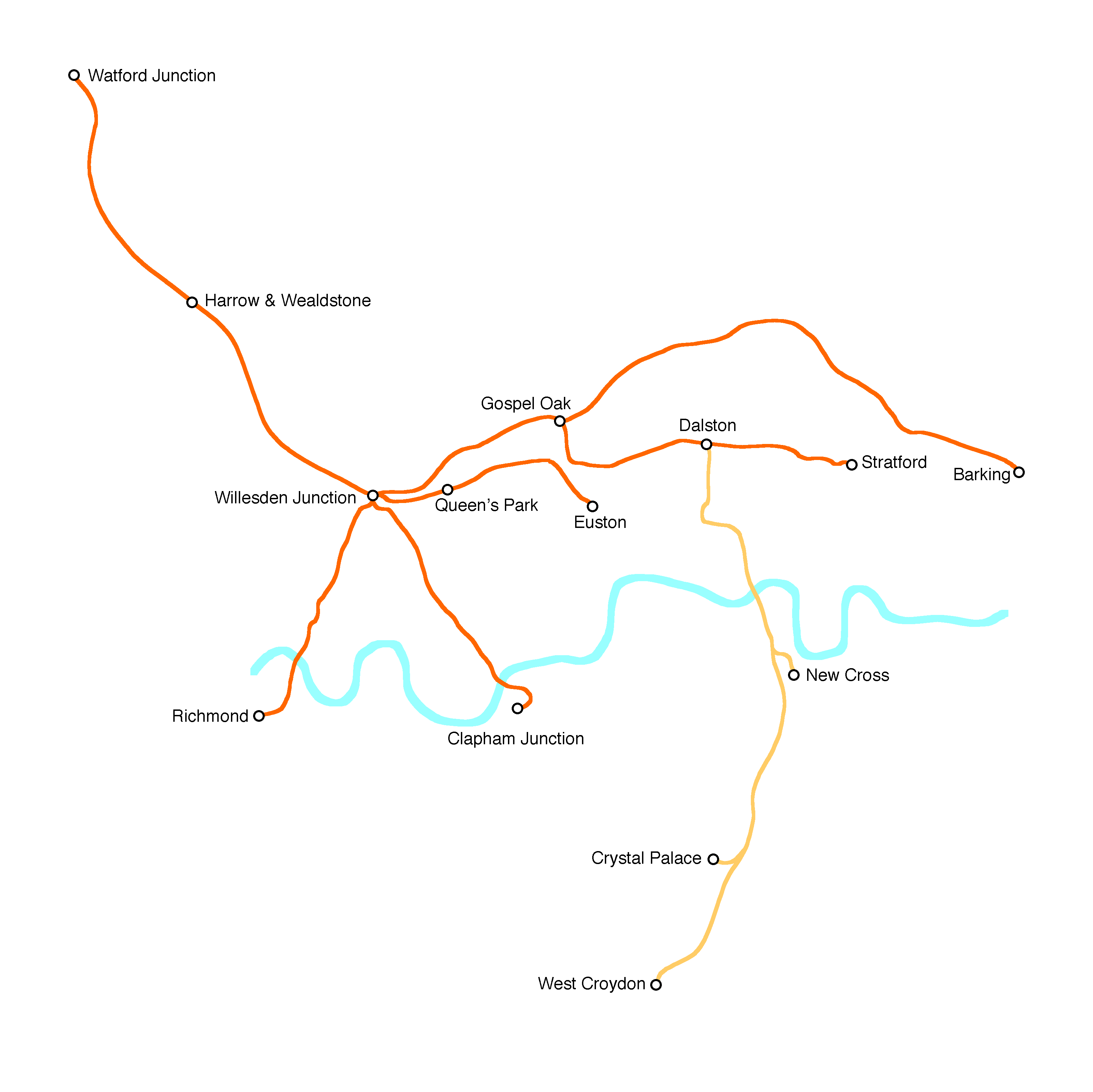
Xarxa inicial de London Overground al novembre de 2007 (en taronja) i la East London Line al 2010 (taronja clar).

### Introducció
La xarxa inicial, va ser una continuació de Silverlink Metro tant en serveis com en horaris. Com el nom de London Overground indica, la gran majoria de la xarxa és en superfície, principalment composta de línies de ferrocarril que connecten àrees dels afores del Central London, amb una part considerable de la xarxa en la Zona 2. La xarxa també utilitza l'estació d'Euston al centre de Londres, la terminal sud de Watford DC Line.

### Rutes
London Overground està composta per les següents línies:
- North London Line: Richmond a Stratford (la secció de Stratford a North Woolwich va deixar de donar servei el 9 de desembre de 2006[16]).
- West London Line: Clapham Junction a Willesden Junction.
- Gospel Oak to Barking Line: Com el seu nom indica, parteix de l'estació de Gospel Oak fins a Barking.
- Watford DC Line: Watford Junction a Euston.

La xarxa actual enllaça amb algunes línies del metro de Londres (Bakerloo, Central, District, Hammersmith & City, Jubilee, Northern i Victoria) i també amb les línies de tren lleuger Docklands Light Railway. Des del traspàs a la London Overground, les línies també apareixen al mapa del metro de Londres emès per Transport for London, i també hi ha disponible un mapa que només hi apareixen les línies de London Overground.
Les rutes cobreixen bastantes àrees del nord del Gran Londres, i TfL té bastantes raons per controlar directament les línies:
- Hi ha diverses concentracions al nord-est, incloent serveis a l'estació de Stratford, per donar suport als Jocs Olímpics d'Estiu de 2012;
- Les línies passen per àrees de menys afluència, i es veu com una contribució a la regeneració d'aquestes àrees;[19]
- La North London i la Gospel Oak to Barking Line han estat considerades com línies oblidades i que no han arribat al seu potencial possible.[20]

### Freqüències del servei
El servei generalment comença entre les 5 (des de Watford Junction) del matí i les 6:30 (des de Barking), entre les 8 i les 9 els diumenges, i acaben a mitjanit.
Les freqüències per a cada línia són les següents:
- North London Line: hi ha quatre trens per hora de dilluns a dissabte (tres per hora després de les 8 del matí), i dos per hora els diumenges: de dilluns a dissabte en hores baixes està programat les sortides de Richmond a 11, 27, 41 i 57 minuts de cada hora (15, 35 i 55 a partir de les 8 del matí) i de Stratford a les 7, 22, 37 i 52 (12, 32 i 52 després de les 8); hi ha pocs trens més en hores punta; els diumenges parteixen a 8 i 38 minuts i els 19 i 49 de Richmond i Stratford respectivament.
- West London Line: principalment hi ha dos trens per hora, amb trens extra en hora punta, però un trens per hora els diumenges al matí: de dilluns a dissabtes en hores vall surten a 5 i 35 minuts cada hora, i de Willesden Junction 8 i 38; hi ha pocs trens més en hores punta de dilluns a divendres; el diumenge surten de Clapham Junction als 30 minuts de cada hora entre les 8 del matí i les 3 de la tarda i al minut 18 i 48 després, des de Willesden Junction parteixen al minut 6 de cada hora entre les 9 i les 2.30 de la tarda i 21 i 51 després.
- Gospel Oak to Barking Line: principalment hi ha dos trens per hora; però tres trens per hora en alguns moments del dia: els diumenges surten de Gospel Oak dos trens a 20 i 50 minuts de cada hora, dilluns a dissabte a les 25 i 55 (0, 20 i 40 entre les 7.30 i les 10 del matí i 15, 35 i 55 entre les 3.30 i les 7 de la tarda); diumenge parteixen de Barking a 5 i 35 minuts, dilluns a dissabte 8 i 38 (0, 20 i 40 entre les 7 i les 11 del matí i 14, 34 i 54 entre les 3.30 i les 7 de la tarda).
- Watford DC Line: des del 18 de maig de 2008 el servei s'ha ampliat generalment de dos trens per hora a tres de dilluns a dissabte: els trens estan programats a Euston als minuts 17, 37 i 57 cada hora (17 i 47 diumenge); i surten de Watford Junction als minuts 1, 21 i 41 amb algunes variacions (21 i 51 diumenges).

### Estacions
London Overground serves the following stations:
| North London Line | West London Line                                                                               | Watford DC Line | Gospel Oak to Barking Line |
| --- | ---------------------------------------------------------------------------------------------- | --- | --- |
| - Richmond - Kew Gardens - Gunnersbury - South Acton - Acton Central - Willesden Junction - Kensal Rise - Brondesbury Park - Brondesbury - West Hampstead - Finchley Road & Frognal - Hampstead Heath - Gospel Oak - Kentish Town West - Camden Road - Caledonian Road & Barnsbury - Highbury & Islington - Canonbury - Dalston Kingsland - Hackney Central * - Homerton - Hackney Wick - Stratford * Només a la banda est de la plataforma | - Willesden Junction - Shepherd's Bush - Kensington (Olympia) - West Brompton - Imperial Wharf | - London Euston - South Hampstead - Kilburn High Road - Queen's Park - Kensal Green - Willesden Junction - Harlesden - Stonebridge Park - Wembley Central - North Wembley - South Kenton - Kenton - Harrow & Wealdstone - Headstone Lane - Hatch End - Carpenders Park - Bushey - Watford High Street - Watford Junction | - Gospel Oak - Upper Holloway - Crouch Hill - Harringay Green Lanes - South Tottenham - Blackhorse Road - Walthamstow Queens Road - Leyton Midland Road - Leytonstone High Road - Wanstead Park - Woodgrange Park - Barking |

## Material rodant

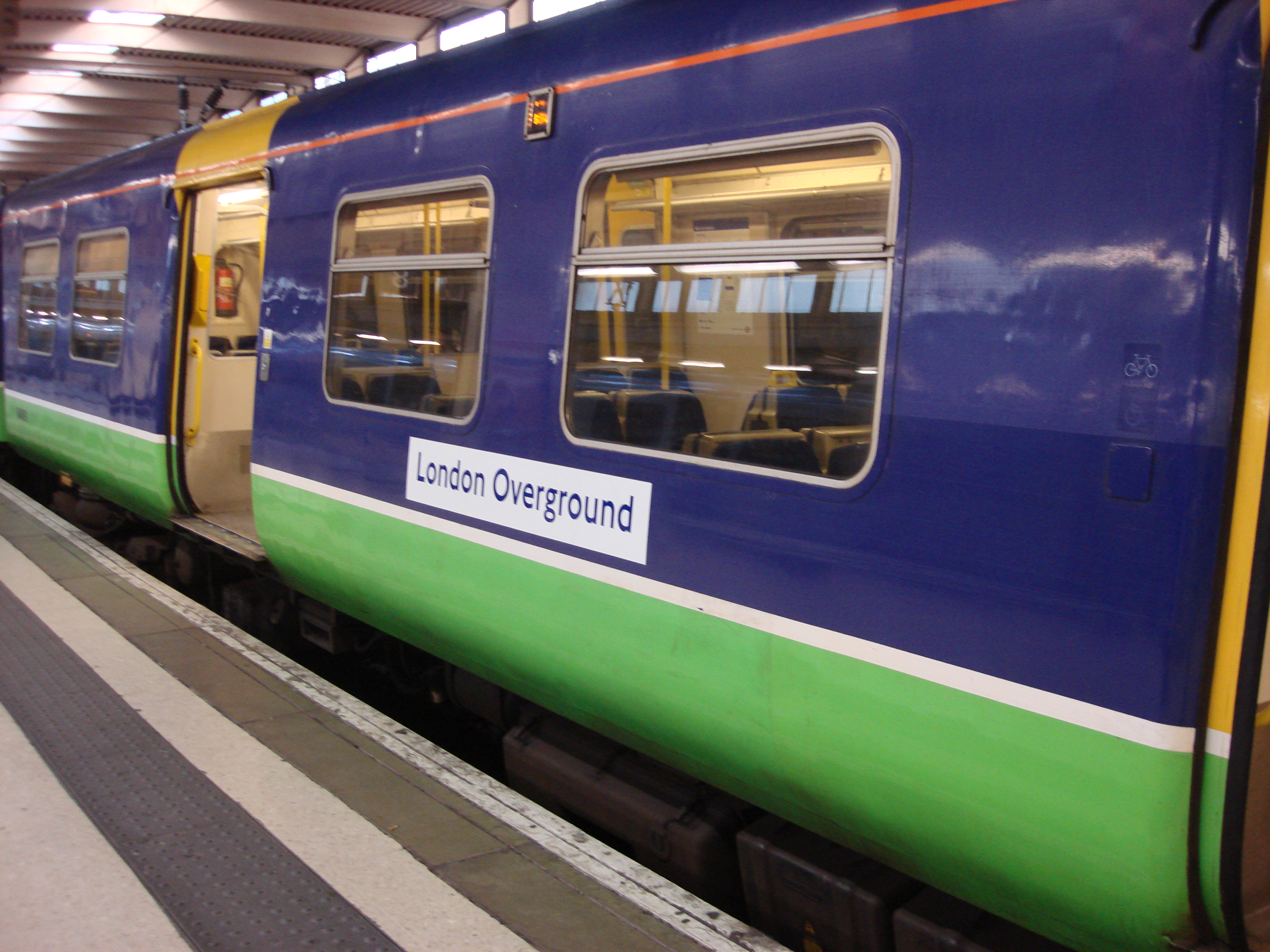
Marca de l'Overground en un tren British Rail Class 508 de Silverlink

En totes les rutes exceptuant East London Line, van començar utilitzant British Rail Class 313 (BRC 313 o Class 313), 508 i 150 heretats de Silverlink. Això no obstant, TfL s'ha compromès a introduir nou material rodant al servei, incloent la East London Line, que durarà de tres a cinc anys. Des de 2009 circularan a les línies electrificades trens British Rail Class 378 construïts per Bombardier Transportation. La East London Line tindrà inicialment 20 trens de 4 cotxes i la North London Line 24 trens de 3 cotxes. El 2011 la North London tindrà un cotxe més i la East London obtindrà tres trens més.

### Flota actual
| Class     | Imatge    | Tipus                    | Màx. velocitat | Màx. velocitat | Nombre | Cotxes per tren | Disposició dels seients | Nombre de seients         | Línies                                | Any construcció              |
| Class     | Imatge    | Tipus                    | mph            | km/h           | Nombre | Cotxes per tren | Disposició dels seients | Nombre de seients         | Línies                                | Any construcció              |
| --------- | --------- | ------------------------ | -------------- | -------------- | ------ | --------------- | ----------------------- | ------------------------- | ------------------------------------- | ---------------------------- |
| BRC 150/1 | BRC 150/1 | diesel unitat multiple   | 75             | 120            | 6      | 2               | 2+2 (alta densitat)     | 146 (basat en antics 2+3) | Gospel Oak to Barking                 | 1981-83                      |
| BRC 313/1 | BRC 313/1 | unitat multiple          | 75             | 120            | 23     | 3               | 2+2/2+3 (alta densitat) | 228                       | North London; Watford DC; West London | 1975-78 (Renovats 1997-2002) |
| BRC 508/3 | BRC 508/3 | electric unitat multiple | 75             | 120            | 3      | 3               | 2+2/2+3 (alta densitat) | 230                       | Watford DC Line                       | 1979-1980 (Renovats 2002-04) |

### Futura flota
| Classe                | Imatge | Tipus                    | Màx velocitat | Màx velocitat | Nombre | Cotxes per tren | Disposició de seients | Línies                              | Any construcció |
| Classe                | Imatge | Tipus                    | mph           | km/h          | Nombre | Cotxes per tren | Disposició de seients | Línies                              | Any construcció |
| --------------------- | ------ | ------------------------ | ------------- | ------------- | ------ | --------------- | --------------------- | ----------------------------------- | --------------- |
| BRC 172/0 Turbostar   |        | diesel unitat multiple   | 75            | 120           | 8      | 2               | 2+3                   | Gospel Oak to Barking               | 2009            |
| BRC 378/0 Capitalstar |        | electric unitat multiple | 75            | 120           | 24     | 3               | Longitudinal          | North London Watford DC West London | 2007-2009       |
| BRC 378/1 Capitalstar |        | electric unitat multiple | 75            | 120           | 23     | 4               | Longitudinal          | East London                         | 2009-2010       |
| BRC 378/2 Capitalstar |        | electric unitat multiple | 75            | 120           | 7      | 4               | Longitudinal          | North London Watford DC West London | 2009-2010       |

### Colors
Tots els trens del London Overground mantenen els colors de Silverlink: lila i verd llima amb portes grogues. Els logotips de Silverlink s'han tret i s'han posat els de London Overground. No està previst que es faci cap més canvi fins que arribin les noves unitats.
La decoració que ha elegit TfL per als nous trens és similar a la del metro de Londres, cotxes en blau i blanc amb portes taronges i frontals grocs.

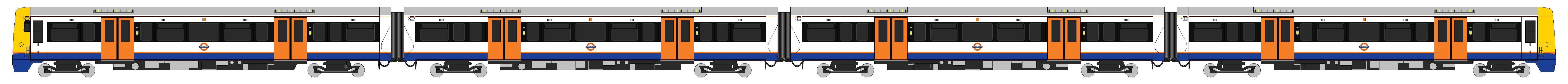
Decoració dels nous trens.